# Трамвай
Трамва́й (от англ. tram — вагон, вагонетка и way — путь) — вид рельсового транспорта (уличного и внеуличного), обычно являющийся общественным городским электротранспортом, но есть исключения.
В Толковом словаре живого великорусского языка Владимира Даля написано: «Трамва́й (м.), англ. tramway, конная железная дорога, конка, омнибус на рельсах. Электрический трамвай. Народн. трамва́йка ж. Сел в трамвайку и поехал». Трамвай является одним из старейших видов городского пассажирского транспорта из существующих в начале XXI века
и возник в первой половине XIX века — первоначально на конной тяге, затем — на паровой, и, в конце концов, на электрической тяге.
Трамвайные вагоны по назначению бывают пассажирские, служебные, грузовые, специальные (вагон-кран, вагон-компрессор, техническая летучка, передвижная электростанция и проч.). Трамвайные системы разделяют на городские, пригородные и даже междугородные; обычные либо скоростные (иногда подземные) и тому подобное.

## Терминология
В контексте, не требующем терминологической чёткости, словом «трамвай» могут называть:
- экипаж (поезд) трамвая;
- отдельный вагон трамвая;
- трамвайное хозяйство или трамвайную систему (напр., «петербургский трамвай», «челябинский трамвай», «магнитогорский трамвай»);
- совокупность трамвайных хозяйств города, региона (края, страны) и государства (напр., «российский трамвай»).

## Характеристики
Максимальная скорость современных трамваев достигает 120 км/ч, средняя эксплуатационная (при работе на маршруте) — как правило, 10—20 км/ч (в зависимости от числа остановок, плотности уличного движения, а также типа подвижного состава, его технического состояния и состояния инфраструктуры), реже до 30 км/ч или выше для скоростных систем. Так, в России и на Украине трамвайные системы со средней эксплуатационной скоростью более 24 км/ч именуются скоростными.
Характеристики «среднестатистического» трамвайного вагона, работавшего в России (высокопольного моторного четырёхосного 15-метрового):
- Масса: 15—20 тонн
- Мощность: 4×40..60 кВт
- Пассажировместимость: 100—140 чел. (номинальная при 5 чел/м²), 150—220 чел. (максимальная при 8 чел/м²).
- Максимальная скорость: 55—65 км/ч.

Однако сейчас в постсоветских странах вслед за мировыми тенденциями стали преобладать многосекционные сочленённые вагоны повышенной вместимости.

## Типичный трамвай

### Электрический трамвай
Экспериментальный электрический трамвай, изобретённый и испытанный Пироцким, впервые появился в Санкт-Петербурге (Россия) в 1880 году, а регулярное трамвайное сообщение впервые запущено в пригороде Берлина (Германия) в мае 1881 года компанией Siemens & Halske. После расцвета, эпоха которого пришлась на период между мировыми войнами, начался упадок трамвая, однако уже с 1970-х годов вновь наблюдается значительный рост популярности трамвая, в том числе по экологическим причинам и благодаря технологическим усовершенствованиям.

### Городской транспорт
Размер и конфигурация внутригородских трамвайных сетей определяются особенностями планировки и застройки городов. В зависимости от размеров трамвайной сети и развитости других видов рельсового транспорта трамвай может служить магистральным видом транспорта (как, например, в Магнитогорске) либо преимущественно подвозящим (как в Москве). В случаях, когда трамвай является магистральным видом транспорта, пересечения линий с автомагистралями могут выполняться в разных уровнях, а в районах с плотной застройкой сооружаются подземные участки линий. Трамвай может работать в нескольких режимах — например, один и тот же маршрут может иметь частые остановки на обособленной линии в периферийных районах города, затем с редкими остановками в скоростном режиме доставлять пассажиров в центр города, в центре же следовать по совмещённому полотну с частыми остановками. В районах исторической застройки нередко создаются трамвайно-пешеходные зоны. Первые трамвайно-пешеходные зоны появились в 1990-х годах в Германии, однако в настоящее время они широко распространены по всей Европе. Во французском Страсбурге реализована концепция трамвайно-пешеходного центра города. В ряде городов крупные предприятия по санитарным требованиям находятся вдали от жилой застройки. Пиковые пассажиропотоки, достигающие больших величин, диктуют использование рельсового транспорта. В таких городах, как Старый Оскол и Усть-Илимск, трамвай подвозит жителей к предприятиям в полуэкспрессном режиме. За счёт полуэкспрессного режима в подобных системах достигается высокая для трамвая скорость — 25-40 км/ч.

## Особенные трамваи

### Грузовые трамваи
Грузовые трамваи были широко распространены в эпоху расцвета междугородных трамваев, однако они использовались и продолжают использоваться в городах. Грузовые трамвайные депо имелись в Санкт-Петербурге, Москве, Туле, Харькове и других городах.

### Спецтрамваи
Для обеспечения устойчивой работы в трамвайных хозяйствах помимо пассажирских вагонов имеется обычно некоторое количество вагонов специального назначения:
- грузовые вагоны;
- вагоны-снегоочистители;
- вагоны-путеизмерители (лаборатории пути);
- вагоны-рельсотранспортёры;
- поливомоечные вагоны;
- вагоны-лаборатории контактной сети;
- вагоны-рельсошлифовальщики;
- электровозы для нужд трамвайного хозяйства[14];
- вагоны-тягачи;
- вагоны-пылесосы[15].

### Междугородные и пригородные трамваи
Трамваи, прежде всего, ассоциируются с городским транспортом, однако в прошлом весьма распространены были также междугородные и пригородные трамваи.
В Европе выделялась сеть междугородных трамваев Бельгии, известных как нидерл. Buurtspoorwegen (в буквальном переводе — «местные железные дороги») или фр. Le tram vincial. «Общество местных железных дорог» было учреждено 29 мая 1884 года с целью постройки дорог для паровых трамваев там, где строительство обычных железных дорог было невыгодным. Первый участок местных железных дорог (между Остенде и Ньивпортом, ныне является частью линии Берегового трамвая) был открыт в июле 1885 года.
В 1925 году общая длина местных железных дорог составляла 5200 километров. Для сравнения: сейчас общая протяжённость железнодорожной сети Бельгии составляет 3518 км, при этом Бельгия имеет самую высокую плотность железных дорог в мире. После 1925 года длина местных железных дорог постоянно уменьшалась, так как междугородные трамваи заменялись автобусами. Последние линии местных железных дорог были закрыты в семидесятых годах. До наших дней сохранилась только Береговая линия.
Электрифицировано было 1500 км линий местных железных дорог. На неэлектрифицированных участках использовались паровые трамваи — их, прежде всего, использовали для грузовых перевозок, а для перевозки пассажиров применялись дизельные трамваи. Линии местных железных дорог имели колею в 1000 мм.
Также распространены междугородные трамваи были в Нидерландах. Как и в Бельгии они первоначально были паровыми, но потом паровые трамваи были заменены электрическими и дизельными. В Нидерландах эпоха междугородных трамваев завершилась 14 февраля 1966 года.
К настоящему времени[уточнить] междугородные трамваи первого поколения сохранились в Бельгии (уже упоминавшийся Береговой трамвай), Австрии (Wiener Lokalbahnen, загородная линия протяжённостью в 30,4 км), Польше (так называемые Силезские интерурбаны — система, связывающая тринадцать городов с центром в Катовице), Германии (например, Oberrheinische Eisenbahn, эксплуатирующая трамваи между городами Мангейм, Гейдельберг и Вайнхайм).
Бельгийский Береговой трамвай имеет как отдельные более короткие маршруты, так и самый длинный в мире трамвайный маршрут длиной 68 км.
На многих местных железнодорожных линиях Швейцарии с колеёй в 1000 мм эксплуатируются вагоны, более похожие на трамваи, чем на обычные поезда.
В конце XX века снова стали появляться загородные трамваи. Часто под движение трамваев переоборудовались закрытые линии пригородных железных дорог. Таковы загородные линии трамвайной системы Большого Манчестера Metrolink.
В последние годы обширная сеть междугородных трамваев была создана в окрестностях германского города Карлсруэ. Большинство линий этого трамвая являются переоборудованными железнодорожными линиями.
Новой концепцией является «трамвай-поезд». В городском центре такие трамваи ничем не отличаются от обыкновенных, но за городом они используют пригородные линии железных дорог, при этом не железнодорожные линии переоборудуются под трамваи, а наоборот. Поэтому такие трамваи оборудуются двойной системой электропитания (750 В постоянного тока для городских линий и 1500 или 3000 В постоянного тока или 15 000 переменного тока для железных дорог) и железнодорожной системой автоблокировки. На самих железнодорожных линиях движение обыкновенных поездов сохраняется. Таким образом, поезда и трамваи разделяют инфраструктуру. Таким образом действуют загородные маршруты трамвая Саарбрюккена и некоторые части системы в Карлсруэ, а также трамваи в Касселе, Нордхаузене, Хемнице, Цвикау и некоторых других городах.
За пределами Германии системы «трамвай-поезд» распространены мало. Интересный пример — швейцарский город Невшатель. Этот город имеет и развивает городские и пригородные трамваи, которые демонстрируют свою выгоду, несмотря на небольшие размеры города — его население составляет 32 тысячи жителей.

Создание системы междугородных трамваев, подобной германской, ведётся в Нидерландах.
В Российской империи существовало несколько междугородных линий: Ростов-на-Дону — Нахичевань-на-Дону (открыта в 1903 году), Киев — Бровары (1912), накануне 1917 года в Петрограде была построена 40-километровая трамвайная линия ОРАНЭЛ, часть которой сохранилась и используется для маршрута № 36. Есть проекты воссоздания пригородной линии до Петергофа. В СССР были открыты и другие междугородные трамвайные линии: в Крыму: Севастополь — Балаклава (1926) — с 1957 года это территория Севастополя, в Подмосковье: из Москвы в Перово (1936) и Тушино (1944) — сейчас это территория Москвы, на Урале: Карпинск — Волчанск (1953—1965), Челябинск — Копейск (1949—1976), рассматривается вопрос о запуске скоростного трамвая между этими городами. Самое молодое междугороднее трамвайное сообщение в России налажено между Екатеринбургом и Верхней Пышмой (с 2022 года).

### Международные трамваи
Некоторые трамвайные линии пересекают не только административные, но и государственные границы.
До 1936 года на трамвае можно было доехать из австрийской Вены в тогда чехословацкую Братиславу.
На трамвае можно попасть из Германии (Саарбрюккен) во Францию по трамвайной линии Saarbahn.
У базельского трамвая (Швейцария) на территорию соседней Франции заходят маршруты № 10 и № 3 (в город Сен-Луи, а маршрут № 8 заходит на территорию Германии (заканчивается у вокзала города Вайль-на-Рейне).
Также в Германию из Франции заходит Страсбургский трамвай.

### Специализированные трамваи
В прошлом были распространены трамвайные линии, которые строились специально для обслуживания отдельных объектов инфраструктуры. Обычно такие линии связывали данный объект (например, гостиницу, больницу) с железнодорожной станцией.
Некоторые примеры:
- В начале XX века свою собственную трамвайную линию имел отель Cruden Bay Hotel (Круден-Бэй, Абердиншир, Шотландия)[22].
- Собственную трамвайную линию имела больница Duin en Bosch в Баккуме (Нидерланды). Линия шла от железнодорожной станции в соседнем посёлке Кастрикюм до больницы. Сначала на линии использовалась конная тяга, но в 1920 году трамвай был электрифицирован (единственный вагон был переделан из старого вагона конки из Амстердама). В 1938 году линия была закрыта и заменена автобусом[23].
- В 1911 году линию бензомоторного трамвая построило нидерландское общество авиации. Эта линия соединила станцию Ден Долдер и аэродром Сутсберг[24].
- Одна из немногих гостиничных трамвайных линий, существующих сейчас — трамвай Риффельальп в Швейцарии. Эта линия действовала с 1899 по 1960 год. В 2001 году она была восстановлена в состоянии, близком к оригинальному.
- В 1989 году собственную трамвайную линию открыл пансионат «Береговой», расположенный в селе Молочном (Крым, рядом с Евпаторией). Линия закрыта в 2014 году.
- Линия Трамвай пещер Ан была построена специально для доставки туристов ко входу в пещеры.

### Неэлектрические трамваи
Большинство трамваев использует электротягу с подачей электроэнергии через контактную сеть с помощью токоприёмников (пантографов или штанг, реже — бугелей) верхнего токосъема, однако существуют также трамваи с питанием от контактного третьего рельса или аккумуляторов. Кроме электрических, существуют канатные и дизельные трамваи. В прошлом существовали конные (конки), пневматические, паровые и бензомоторные трамваи.

### Водный трамвай
Под водным (речным) трамваем в России обычно понимают речной пассажирский транспорт в пределах города. Однако в Англии в XIX веке был построен трамвай, ходивший по рельсам, проложенным вдоль берега по морскому дну (см. Daddy Long Legs).

## Преимущества и недостатки
Сравнительная эффективность трамвая, как и других видов транспорта, определяется не только его технологически обусловленными преимуществами и недостатками, но и общим уровнем развития общественного транспорта в конкретной стране, отношением к нему муниципальных властей и жителей, особенностями планировочной структуры городов. Приводимые ниже характеристики относятся к технологически обусловленным и не могут являться универсальными критериями «за» или «против» трамвая в тех или иных городах и странах.

### Преимущества
- Важным преимуществом трамвая является его высокая провозная способность. Трамвай обеспечивает бо́льшую провозную способность, чем автобус, троллейбус и электробус. Возможность сцеплять вагоны в поезда способствует повышению эффективности использования городских территорий. Количество вагонов в составе поезда ограничивается лишь строительными параметрами линии[25], что позволяет трамвайным поездам достигать длины, сопоставимой с длиной поездов метрополитена (например, в Ганновере — 90 м)[25]. Чаще всего, однако, эксплуатируются поезда из двух-трёх вагонов. Вместимость вагонов, как правило, выше, чем у автобусов и троллейбусов. Оптимальная загрузка электробусной линии — 1,5-2 тыс. пассажиров в час, автобусной или троллейбусной линии — до 3−4 тыс. пассажиров в час[26], но в определённых условиях и больше[27].
- Себестоимость перевозок невысока, что обеспечивается благодаря использованию для трамвайного движения дешёвой электрической тяги, длительному сроку службы (по сравнению с автобусом, троллейбусом и электробусом) трамвайных вагонов[25].
- Первоначальные затраты при создании трамвайной системы ниже, чем затраты, необходимые для строительства метро или монорельсовой системы.
- Возможность достижения скорости сообщения, сопоставимой с использумой на железных дорогах и метрополитенах (условием является, как правило, обособление трамвайного полотна от безрельсовых транспортных средств). В результате обособления повышается и надёжность сообщения[25].
- Трамваи, как и другой электрический транспорт, не загрязняют воздух продуктами сгорания (в месте их эксплуатации)[25].
- Высокая безопасность перевозок, которая обеспечивается за счёт бо́льшей массы трамвайных вагонов (в сравнении с автобусом и троллейбусом) и изоляции трамвайного сообщения от уличного движения (при использовании самостоятельного или обособленного полотна). При участии трамвая в дорожно-транспортных происшествиях трамвайные вагоны могут воспринимать бо́льшую ударную нагрузку по сравнению с безрельсовым транспортом, поэтому пассажиры трамвая оказываются в выигрышном положении[25]. В отличие от троллейбусов, трамвай вполне электробезопасен для пассажиров при посадке и высадке, так как его кузов всегда заземлён через колёса и рельсы.
- Потенциально малый минимальный интервал (в изолированной системе) движения. Например, в Кривом Роге он составляет даже 40 секунд при трёх вагонах, по сравнению с пределом в 1:20 на метрополитене. На трамвае возможно применение интервальных систем, используемых на железной дороге и метрополитене (например, автоматическая локомотивная сигнализация в Волгограде). Это позволяет увеличить пропускную и провозную способность линий[25].
- Трамвай может использовать железнодорожную инфраструктуру, причём в мировой практике как и одновременно (в небольших городах), так и бывшую (как линия на Стрельну в Санкт-Петербурге).

### Недостатки
- Строительство трамвайной линии намного дороже строительства электробусной, троллейбусной и тем более автобусной (но только в условиях уже существующей автодорожной сети, — строительство трамвайной линии всегда обойдётся дешевле, чем строительство автодороги с двухрядным движением, всегда требующейся для оптимальной организации автобусного или троллейбусного сообщения), но гораздо дешевле постройки метрополитена.
- Провозная способность трамваев ниже, чем у метро (но всё ещё выше, чем у электробуса, автобуса или троллейбуса): обычно не более 15 000 пассажиров в час у трамвая и до 80 000 пассажиров в час в каждом направлении у метро «советского типа» (только в Москве и Санкт-Петербурге)[28].
- Невозможность обеспечить полную изоляцию трамвайных рельсов вызывает утечку электричества в землю и порождает блуждающие токи, приводящие к коррозии трубопроводов и других металлических конструкций, находящихся под землёй вблизи от рельсов[29][30].

## История
В XIX веке в результате роста городов и промышленных предприятий, удаления жилищ от мест приложения труда, роста подвижности городских жителей встала проблема городского транспортного сообщения. Появившиеся омнибусы стали вскоре вытесняться уличными железными дорогами на конной тяге (конками). Первая в мире конка открылась в Балтиморе (США, штат Мэриленд) в 1828 году. Были и попытки принести на улицы городов железные дороги на паровой тяге, но опыт был в целом неудачным и не получил распространения. Так как применение лошадей было сопряжено с множеством неудобств, не прекращались попытки внедрения на трамвае какого-либо вида механической тяги. В США очень популярной была канатная тяга, сохранившаяся до наших дней в Сан-Франциско в качестве достопримечательности.
Достижения физики в области электричества, развитие электротехники и изобретательская деятельность Ф. А. Пироцкого в Санкт-Петербурге и В. фон Сименса в Берлине привели к созданию первой пассажирской электрической трамвайной линии между Берлином и Лихтерфельде в 1881 году, построенной электротехнической компанией Сименса. В 1885 году в результате работы американского изобретателя Л. Дафта независимо от работ Сименса и Пироцкого электрический трамвай появился в США.
Электрический трамвай оказался прибыльным делом, началось его бурное распространение по миру. Способствовало этому и создание практичных систем токосъёма (штанговый токосъёмник Спрейга и бугельный токосъёмник Сименса).
В 1892 году первым в Российской империи электрическим трамваем обзавёлся Киев, а вскоре примеру Киева последовали и другие российские города: в Нижнем Новгороде трамвай появился в 1896 году, в Екатеринославе (ныне г. Днепр, Украина) в 1897 году, в Витебске, Курске, Севастополе, Лодзи и Орле в 1898 году, в Кременчуге, Москве, Казани, Житомире, Лиепае в 1899 году, Ярославле и Астрахани в 1900 году, в Твери в 1901 году, а в Одессе и в Санкт-Петербурге — в 1907 году (если не считать трамвая, работавшего зимой на льду Невы с 1894 года).
Вплоть до Первой мировой войны электрический трамвай бурно развивался, вытесняя из городов конку и немногие оставшиеся ещё омнибусы. Наряду с электрическим трамваем в отдельных случаях применялись пневматические, бензомоторные и дизельные. Трамваи применялись и на местных пригородных или междугородних линиях. Часто городские железные дороги использовались и для развозки грузов (в том числе и в вагонах, подававшихся непосредственно с железной дороги).
После паузы, вызванной войной и политическими переменами в Европе, трамвай продолжил развитие, но уже менее высокими темпами. Теперь у него появились сильные конкуренты — автомобиль и, в частности, автобус. Автомобили становились всё более массовыми и доступными по цене, а автобусы — всё более скоростными и комфортабельными, а также экономичными за счёт применения двигателя Дизеля. В этот же период времени появился и троллейбус. В возросшем уличном движении классический трамвай с одной стороны стал испытывать помехи от автотранспорта, а с другой — и сам создавал значительное неудобство. Доходы трамвайных компаний стали падать. В ответ в 1929 году в США президенты трамвайных компаний провели конференцию, на которой приняли решение о производстве серии унифицированных, значительно усовершенствованных вагонов, получивших наименование PCC. Эти вагоны, впервые увидевшие свет в 1934 году, установили новую планку в техническом оснащении, удобстве и внешнем облике трамвая, оказав влияние на всю историю развития трамвая на долгие годы вперёд.
Несмотря на такой прогресс американского трамвая, во многих развитых странах установилось воззрение на трамвай как на отсталый, неудобный вид транспорта, который не приличествует современному городу. Началось сворачивание трамвайных систем. В Париже последняя линия городского трамвая была закрыта в 1937 году. В Лондоне трамвай просуществовал до 1952 года, причиной задержки в его ликвидации стала война. Ликвидации и сокращениям подвергались трамвайные сети и во многих крупных городах мира. Часто трамвай заменялся троллейбусом, однако троллейбусные линии во многих местах тоже вскоре закрывались, не выдерживая конкуренции с прочим автомобильным транспортом.
В предвоенном СССР также установилось воззрение на трамвай как на отсталый транспорт, однако недоступность автомобилей для простых граждан делала трамвай более конкурентоспособным при сравнительно слабом уличном потоке. Кроме того, даже в Москве первые линии метрополитена открылись лишь в 1935 году, и его сеть была ещё невелика и неравномерна по площади города, производство автобусов и троллейбусов также оставалось сравнительно небольшим, поэтому до 1950-х трамваю практически не было альтернатив при пассажирских перевозках. Другим фактором сохранения ключевой роли трамвая в городских пассажирских перевозках являлась высокая доступность путевого материала (благодаря развитой металлургической промышленности) в сочетании с невысокими темпами строительства автомобильных дорог. Там, где трамвай убирали с центральных улиц и проспектов, его линии обязательно переносили на соседние параллельные менее оживлённые улицы и переулки. До 1960-х значительной оставалась и перевозка грузов по трамвайным линиям, но особенно большую роль они сыграли во время Великой Отечественной войны в осаждённой Москве и блокадном Ленинграде.
После Второй мировой войны процесс ликвидации трамвая во многих странах продолжился. Многие линии, повреждённые войной, не восстанавливались. На линиях, которые дорабатывали свой ресурс, плохо содержался путь и вагоны, не проводились модернизации, что на фоне растущего технического уровня автомобильного транспорта способствовало формированию отрицательного имиджа трамвая.
Однако сравнительно хорошо трамвай продолжал себя чувствовать в Германии, Бельгии, Нидерландах, Швейцарии и странах советского блока. В первых трёх странах получили большое распространение системы смешанного типа, совмещающие в себе черты трамвая и метро (метротрамы, преметро и т. п.). Однако и в этих странах не обошлось без закрытий линий и даже целых сетей.
Уже в 70-е годы XX века в мире появилось понимание того, что массовая автомобилизация приносит проблемы — смог, заторы, шум, дефицит места. Экстенсивный путь решения этих проблем требовал большие капиталовложения и имел малую отдачу. Постепенно транспортная политика стала пересматриваться в пользу общественного транспорта.
К тому времени уже имелись новые решения в области организации трамвайного движения и технические решения, которые делали трамвай вполне конкурентоспособным видом транспорта. Началось возрождение трамвая. Первые новые трамвайные системы были открыты в Канаде — Эдмонтоне (1978) и Калгари (1981). В 1990-х годах процесс возрождения трамвая в мире набрал полную силу. Вновь открылись трамвайные системы Парижа и Лондона, а также других наиболее развитых городов мира. В европейских городах получили распространение трамвайно-пешеходные зоны.
В России и бывшем СССР
На этом фоне в России традиционный (уличный) трамвай де-факто продолжал рассматриваться как устаревший вид транспорта, и в ряде городов значительная часть трамвайных хозяйств в 2000-е и в начале 2010-х была сокращена. Некоторые трамвайные хозяйства (в городах Архангельск, Астрахань, Воронеж, Грозный, Дзержинск, Иваново, Карпинск, Рязань, Тверь, Шахты) прекратили своё существование. На неопределённый срок приостановлено трамвайное движение в Ногинске, а также до 2022 года приостановлено движение в Комсомольске-на-Амуре. Однако, например, в Волгограде определённую роль играет так называемый скоростной трамвай или «метротрам» (трамвайные линии, проложенные под землёй), кроме того, он имеется в промышленных районах Старого Оскола и в Усть-Илимске, а в Магнитогорске и Набережных Челнах более-менее стабильно развивается традиционный трамвай. В то же время в Волгограде часть маршрутов наземного трамвая в 2019-м — 2020-м годах сокращена.
В Уфе, Липецке, Ярославле, Владивостоке и в Харькове в последние годы наблюдалось уничтожение трамвайных путей, одно из депо в столице Башкортостана полностью снесено, а в Харькове закрыты сразу два трамвайных депо. В Ярославле демонтировано более 50 % путей, списано более 70 % подвижного состава, закрыто одно трамвайное депо.
В Омске пик «трамвайных погромов» пришёлся на конец 1990-х годов. В 1997 году демонтированы линии в центре города. В 1998 году частично демонтированы, частично закатаны в асфальт линии в «городке Нефтяников». Тогда же закрыто расположенное там трамвайное депо № 2. В 2007 году «временно закрыт» до настоящего времени трамвайный маршрут № 10, связывающий левый и правый берега Иртыша. Подвижной состав не обновлялась с 2005 года, когда были закуплены два вагона 71-619. Однако на оставшихся линиях периодически проводится профилактический, а то и капитальный ремонт, что говорит о том, что омский трамвай пока ещё держится «на плаву». К тому же, в 2020 году было поставлено 10 трамваев 71-619А, а также продолжается поставка 20 трамваев 71-407 и 4 трамваев 71-412.
В Казани после сильного сокращения трамвайной сети в 2008 году, а также закрытия двух депо в 2005 и 2011 годах поспешным и необъяснимым решением городских властей в 2013 году была запущена линия маршрута № 5 по полностью реконструированной трассе казанского кольца — линия почти полностью обособлена от безрельсового транспорта, хотя на перекрёстках находится на одном с ним уровне. Планируется закольцовывание линии через посёлок Борисково. До разбора трамвая в центре города в 2008 году в Казани были самые длинные городские маршруты трамвая в мире: № 20 и № 21 — встречно-кольцевые.
В целом по России общая протяжённость сети в 2005—2010 годах сократилась на 8 %, до 2590 км; численность парка уменьшилась с 2003 года до 9000 вагонов (на 32 %), при этом 75 % вагонов эксплуатируются более 15 лет.
При мэре Лужкове сокращалась система традиционного трамвая и в Москве, но в апреле 2007 года столичные власти официально огласили планы создания в ближайшие 20 лет системы скоростного трамвая из 12 изолированных от уличного потока линий общей эксплуатационной длиной 220 км, которая должна быть развёрнута почти во всех округах города. Однако, за прошедшие 10 лет эти планы не были осуществлены: по состоянию на декабрь 2017 года в Москве не построена ни одна линия скоростного трамвая.
В настоящий момент в тех городах, где остался трамвай, началось восстановление данной системы: восстанавливают ранее закрытые маршруты, реконструируют трамвайные пути, а также закупают новые и более свежие трамваи разных моделей.
Первая в СССР линия скоростного трамвая была построена в Киеве по инициативе Владимира Веклича и Василия Дьяконова в 1978 году. Она соединила юго-запад (район Борщаговка) и центр города (железнодорожный вокзал). В 2000 году открыта вторая линия — на жилой массив Троещина. В Кривом Роге (Украина, Днепропетровская область) скоростной трамвай дополняет систему обычного наземного трамвая и объединяет в своём хозяйстве 18 км путей, из которых 6,9 км — в тоннелях и 11 станций с современной инфраструктурой. На двух маршрутах ежедневно работают 17 составов из 36 вагонов.

## Инфраструктура

### Ремонтные и обслуживающие предприятия

#### Депо
Хранение, ремонт и техническое обслуживание подвижного состава производится в трамвайных депо (трамвайных парках). Название «трамвайный парк» использовалось в Российской Империи и СССР исторически, впоследствии в подавляющем большинстве городов предприятия переименованы в «депо». Так, в Москве это произошло в 1934 году, а, например, в Донецке исходный термин продержался до 1987 года. Единственными городами, на протяжении всей истории сохраняющими название «трампарк» являются Санкт-Петербург и Волжский (Волгоградская область). В Республике Беларусь в 2007 году произошло обратное переименование. Муниципальные депо Минска и Витебска стали трамвайными парками. В то же время ведомственные трамвайные предприятия в Мозыре и Новополоцке сохраняют название «депо».
Мелкие трамвайные депо не имеют колец для оборота, а состоят из одного (или нескольких) тупиковых путей, которые имеют выезд на линию. Крупные депо состоят из большого кольца, множества сквозных путей (на которых вагоны отстаиваются в колоннах по несколько штук в линию), крытых цехов ремонта и выездов на линию.
Депо стараются размещать близко к конечным многих маршрутов (чтобы сократить «нулевые рейсы»).
В случае, если это невозможно (например, депо находится на линии), трамваи следуют укороченными рейсами, что во многих случаях увеличивает интервалы между «полными» маршрутами (например, в Новокузнецке депо № 3 находится на линии, и маршруты 2, 6, 8, 9 следуют в депо укороченными рейсами и со стороны города, и со стороны Байдаевки).
Если на конечных нет запасных путей, то вагоны уходят в депо и на обед.

#### Пункты техобслуживания
В части трамвайных систем, как правило, на конечных остановках для обеспечения ремонта и осмотра вагонов используются пункты техобслуживания (ПТО). ПТО может представлять собой как мини-предприятие со зданием-цехом для осмотра и мелкого ремонта вагонов, так и открытую осмотровую канаву. Канава располагается на одном из путей конечной станции между рельсами, имеет углубления по внешним сторонам рельс для осмотра колёсных тележек, а также лестницы для осмотра пантографа. Такие системы на территории России существуют, в частности, в Туле (недействующая) и в Санкт-Петербурге, в Ростове-на-Дону, Новочеркасске.

### Пассажирская инфраструктура
Посадка и высадка пассажиров производится на трамвайных остановках. Устройство остановок зависит от способа размещения полотна. Остановки на собственном или обособленном полотне, как правило, снабжаются мощёными пассажирскими платформами высотой под трамвайную подножку, обустроенными пешеходными переходами через трамвайные пути.
Остановки на совмещённом полотне также могут быть оснащены приподнятыми над проезжей частью и, возможно, огороженными площадками — рефюжами. В России рефюжи применяются редко, чаще всего остановки физически не выделяются, пассажиры ждут трамвая на тротуаре и при входе/выходе из трамвая пересекают проезжую часть (водители безрельсовых транспортных средств обязаны в этом случае их пропускать).
Остановки обозначаются табличкой с номерами маршрутов трамвая, иногда с расписанием движения или указанием интервалов, часто они также оборудуются павильоном для ожидания и скамейками.
Отдельным случаем являются участки трамвайных линий, прокладываемые под землёй. На таких участках устраиваются подземные станции, подобные станциям метрополитена.
В прошлом некоторые остановки (прежде всего — на междугородных и пригородных линиях) имели небольшие вокзальные здания, аналогичные железнодорожным. По аналогии такие остановки также называли трамвайными станциями.
Особое место занимают трамвайно-пешеходные улицы, распространённые в центрах европейских городов. На данном типе улиц движение разрешается только для трамваев, велосипедистов и пешеходов. Такой тип устройства пути способствует повышению транспортной доступности центров городов без нанесения урона экологии и без расширения транспортных пространств.

### Путевое хозяйство
Устройство и размещение пути на трамвае выполняются, исходя из требований совместимости с улицей, с пешим и автомобильным движением, высокой провозной способности и скорости сообщения, экономичности в сооружении и использовании. Эти требования, вообще говоря, вступают в противоречие друг с другом, поэтому в каждом отдельном случае выбирается компромиссное решение, соответствующее местным условиям.

#### Размещение пути
Существует несколько основных вариантов размещения трамвайного полотна, определяемых режимами организации трамвайного движения:
- Собственное полотно (соответствует внеуличному режиму): трамвайная линия проходит отдельно от дороги, например, по лесу, полю, отдельному мосту или эстакаде, отдельному туннелю.
- Обособленное полотно (соответствует уличному режиму): полотно трамвая проходит вдоль дороги, но обособленно от проезжей части.
- Совмещённое полотно (соответствует уличному режиму): полотно проходит в уровне проезжей части, не обособлено от неё и может использоваться безрельсовыми транспортными средствами. Иногда полотно, физически являющееся совмещённым, считают обособленным, если на него административным порядком запрещён въезд транспорта, кроме общественного. Чаще всего совмещённое полотно размещается по центру улицы, но иногда размещается и по краям, у тротуаров[7].

В пределах своего маршрута трамвайный поезд может следовать в различных режимах.

#### Устройство пути
В разных городах трамваи используют разную ширину колеи, чаще всего — ту же, что и обычные железные дороги (в России — 1524 мм, в Западной Европе — 1435 мм). Необычны для своих стран трамвайные пути в Ростове-на-Дону — 1435 мм, в Дрездене — 1450 мм, в Лейпциге — 1458 мм. Бывают и узкоколейные трамвайные линии — 1000 мм (например, Калининграде, Пятигорске, Лиепае, Львове, Виннице, Житомире, Евпатории, Молочном) и 1067 мм (в Таллине).
Для трамвая в разных условиях могут применяться как обычные железнодорожные рельсы, так и специальные трамвайные (желобчатые), с жёлобом и губкой, позволяющие утопить рельс в мостовой. В России трамвайные рельсы до сих пор часто производятся из более мягкой стали, чтобы можно было изготавливать из них кривые меньшего радиуса, чем на железной дороге. Однако такая практика и есть причина сравнительно быстрого (в сравнении с железнодорожными путями) износа трамвайных путей во многих российских городах (в частности: «горбатые» пути, волнообразный износ). Трамвайные рельсы из более мягких сталей оправданы только для кривых участков, так как скорость движения на них сравнительно невелика и, следовательно, износ путей относительно мал.
Со времени появления трамвая и по сей день на трамвае часто применяется классическая шпальная технология укладки пути, схожая с укладкой пути на обычной железной дороге. Минимальные технические требования к устройству и содержанию пути менее строги, чем на обычной железной дороге. Это вызвано меньшей массой трамвайных поездов и нагрузкой на ось. Обычно для укладки трамвайного пути применяются деревянные или железобетонные шпалы. Для уменьшения шума рельсы на стыках часто сваривают электрической или термитной сваркой. Существуют также современные способы устройства пути, позволяющие снизить шумность и вибрации, исключить разрушительное воздействие на прилегающую часть мостовой, но их стоимость значительно выше.

#### Пересечения и стрелки
Стрелки на трамвайных путях устроены обычно проще, чем обычные железнодорожные, строятся по менее строгим техническим нормам. Они не всегда оснащены запирающим устройством и часто имеют только одно перо («остряк»).
Стрелки, проходимые трамваем «по шерсти», обычно не управляются: трамвай переводит перо, накатываясь на него колесом («взрезает», что на железной дороге является грубым нарушением ПТЭ). Стрелки, устанавливаемые на разъездах и в разворотных треугольниках, обычно пружинные: перо отжимается пружиной так, чтобы трамвай, приходящий с однопутного участка, уходил на правый (при правостороннем движении) путь разъезда; трамвай, выезжающий с разъезда, отжимает перо колесом.
Стрелки, проходимые трамваем «против шерсти», требуют управления. Изначально стрелки управлялись вручную: на линиях с малой нагрузкой — вожатыми, на напряжённых — специальными рабочими-стрелочниками. На некоторых перекрёстках создавались центральные стрелочные посты, где переводом всех стрелок перекрёстка мог заниматься один оператор при помощи механических тяг или электрических цепей. На современном российском трамвае преобладают автоматические стрелки, управляемые электрическим током. Нормальное положение такой стрелки обычно соответствует повороту направо. На контактной подвеске на подходе к стрелке установлен так называемый сериесный контакт (жаргонное название — «лира», «салазки»). При замыкании цепи «соленоид — контакт — двигатель — рельс» включённым двигателем (или специальным шунтом) соленоид переводит стрелку для поворота налево; при проходе контакта накатом цепь не замыкается и стрелка остаётся в нормальном положении. После прохождения стрелки по левой ветке трамвай токосъёмником замыкает установленный на контактной подвеске шунт и соленоид переводит стрелку в нормальное положение.
Проход стрелки или крестовины трамваем требует заметного снижения скорости, вплоть до 1 км/ч (регулируется правилами трамвайных хозяйств).
В настоящее время[когда?] всё большее распространение получают радиоуправляемые стрелки и иные конструкции стрелок, не накладывающие ограничений на режим движения на подъезде к стрелке.
Там, где поочерёдное движение трамваев устраивается для преодоления узостей на небольшом протяжении (например, при проезде по узкому и короткому мосту, под аркой или путепроводом, на участке сужения улицы исторического центра города: 50°05′19″ с. ш. 14°24′21″ в. д.), вместо стрелок могут применяться сплетения путей. Кроме того, иногда сплетения путей устраивают на подъезде к перекрёсткам, где расходятся несколько направлений: противошёрстная стрелка устанавливается «заблаговременно», на выезде с ближайшей остановки, где скорость движения низка сама по себе, и, таким образом, можно избежать специального снижения скорости при прохождении стрелки на самом перекрёстке. Пример «заблаговременной» стрелки: 50°05′44″ с. ш. 14°23′54″ в. д.

#### Гейты
Гейты (от англ. gate: ворота) — места соединения трамвайной и железнодорожной сетей (сам термин «гейт» не является официальным, однако используется весьма широко). Гейты используются в основном для того, чтобы привезённые на железнодорожных платформах трамваи выгрузить на собственно трамвайный путь (при этом железнодорожные рельсы непосредственно переходят в трамвайные). Для перестановки вагонов с платформ на рельсы используются подъёмные краны и различные варианты домкратных постов. Заметим, что для разгрузки трамвайных вагонов с железнодорожных и автомобильных платформ также могут применяться разгрузочные эстакады — тупики, на которых трамвайный путь поднят относительно железнодорожного пути (или дорожного покрытия) на погрузочную высоту платформы (при этом рельсы на платформе совмещаются с трамвайными рельсами на эстакаде, и вагон своим ходом или на буксире съезжает с платформы).
В системах «трамвай-поезд» (см. ниже) гейты используются для выхода трамваев на железнодорожную сеть. В некоторых трамвайных хозяйствах есть возможность выхода вагонов железной дороги на трамвайную сеть, например, во времена СССР в Харькове целые составы транспортировались на расположенную возле гейта кондитерскую фабрику по участку трамвайной линии.
В Киеве до постройки собственного гейта метрополитен пользовался трамвайно-железнодорожным гейтом и трамвайными путями для перегона метровагонов в депо Днепр.

### Организация движения
В основном для движения трамвая прокладываются два встречных пути, но встречаются и однопутные участки (например, в Екатеринбурге линия на Зелёный остров имеет однопутный участок с одним разъездом) и даже целые однопутные системы с разъездами (например, в Ногинске, Евпатории, Конотопе, Анталии) или без разъездов (в Волчанске, Черёмушках).
В некоторых узких местах используют два рельсовых пути, уложенных на одну рельсошпальную решётку (сплетение путей), без стрелочных переводов на концах.
Конечные разворотные пункты линий трамвая бывают в виде кольца (наиболее распространённый вариант), оборотных тупиков и, редко, обычно как временная мера, треугольника. Для возможности работы на линиях с тупиками, например в Будапеште, используются двусторонние трамваи, способные менять направление следования в любой точке. Оборот на конечных остановках производится по перекрестному съезду между путями. Достоинство этого способа в том, что нет необходимости строить разворотное кольцо, занимающее большую площадь, а также в том, что конечную остановку при наличии междупутного съезда можно организовать где угодно — это может применяться при закрытии части пути при необходимости (например, в случае какого-то строительства, требующего закрытия дороги).
В постсоветских странах, как правило, конечные пункты линий трамвая, выполнены в виде кольца, имеют по нескольку путей, что делает возможным обгон поездов разных маршрутов (для отправления по расписанию), отстой части вагонов в дневной межпиковый период, хранение резервных поездов (на случаи сбоев в движении и подмен), отстой неисправных поездов до эвакуации в депо, отстой поездов во время обедов бригад. Такие пути могут быть сквозными или тупиковыми. Конечные, имеющие путевое развитие, диспетчерский пункт и столовую для вожатых и кондукторов, в России называются трамвайными станциями.

### Электроснабжение
В ранний период развития электрического трамвая электрические сети общего пользования ещё не имели достаточного развития, поэтому почти каждое новое трамвайное хозяйство включало в себя собственную центральную электростанцию. Сейчас трамвайные хозяйства получают электроэнергию от электрических сетей общего назначения. Так как трамвай питается постоянным током сравнительно невысокого напряжения, передавать его на большие расстояния слишком затратно. Поэтому вблизи линий размещаются тяговые подстанции, которые получают из сетей переменный ток высокого напряжения и преобразуют его в постоянный ток, подающийся в контактную сеть.
Для трамвайных и троллейбусных систем бывшего СССР характерны две схемы работы систем энергоснабжения: централизованная и децентрализованная. Централизованная система была основной и нередко единственной схемой до 1960-х гг. и представляет собой наличие крупных тяговых подстанций с несколькими преобразовательными агрегатами для обслуживания всех прилегающих к ней линий, либо линий, находящихся от них на расстояниях до 1—2 км. Как правило, такие тяговые подстанции находятся в местах высокой плотности трамвайных и/или троллейбусных линий: в центрах городов, в районах слияния нескольких линий, вблизи трамвайных депо и т. п. Децентрализованная система стала распространяться с 1960-х гг. и является основной для длинных вылетных линий трамвая и троллейбуса, например из центра города вдоль какого-нибудь шоссе на окраину, для загородных линий, для линий от станций метро в отдалённые микрорайоны и т. п. В такой системе вдоль линии каждые 1-2 км расположены маломощные тяговые подстанции, имеют один-два преобразовательных агрегата. Такая малая тяговая подстанция запитывает один/два участка линии в непосредственной близости, на концах этот участок может быть запитан от соседних подстанций. Эта схема обеспечивает меньшие энергопотери вследствие коротких фидерных участков и большую стабильность работы в случае какой-либо аварии на конкретной подстанции, в случае одновременного питания участков от двух подстанций.
Номинальное напряжение на выходе тяговой подстанции — 600 В, номинальным напряжением на токоприёмнике подвижного состава считается 550 В. В некоторых городах мира принято напряжение 825 В и 750 В соответственно (на территории стран бывшего СССР такое напряжение используется в метро). В большинстве новых трамвайных систем Европы принято стандартное напряжение на подвижном составе 750 вольт.
В городах, где трамвай сосуществует с троллейбусом, эти виды транспорта, как правило, имеют общее энергохозяйство.

#### Воздушная контактная сеть
Трамвай питается постоянным электрическим током через расположенный на крыше вагона токоприёмник — обычно это пантограф, однако в некоторых хозяйствах используются бугельные токоприёмники («дуги») и штанги или полупантографы. Исторически в Европе чаще встречались бугели, а в Северной Америке и Австралии — штанги (о причинах см. раздел «История»).
Подвеска контактного провода на трамвае обычно устроена проще, чем на железной дороге.
При использовании штанг требуется устройство воздушных стрелок, подобных троллейбусным. В некоторых городах, где применяется штанговый токосъём (например, Сан-Франциско), на участках совместного пролегания трамвайных и троллейбусных линий один из контактных проводов используется одновременно и трамваем, и троллейбусом.
Существуют специальные конструкции для пересечения воздушных контактных сетей трамвая и троллейбуса. Пересечение трамвайных линий с электрифицированными железными дорогами не допускается из-за разных напряжений и высоты подвески контактных сетей.
Обычно для отвода обратного тягового тока используются рельсы, поэтому часть обратного тягового тока уходит через землю. («Блуждающие токи» ускоряют коррозию металлических подземных конструкций водопровода и канализации, телефонных сетей, арматуры фундаментов зданий, металлических и армированных конструкций мостов.) Для преодоления этого недостатка в некоторых городах (например, в Гаване) использовалась система токосъёма при помощи двух штанг (как на троллейбусе).

#### Контактные рельсы
См. также: Трамвай Анже, Трамвай Бордо, Скоростной трамвай Рио-де-Жанейро
На самых первых трамваях использовался третий, контактный рельс, однако от него вскоре отказались: при дожде нередко возникали короткие замыкания. Контакт между третьим рельсом и ползуном-токосъёмником нарушался из-за упавших листьев и прочей грязи. Наконец, такая система была небезопасна при напряжении выше 100—150 В (очень скоро выяснилось, что такое напряжение было недостаточным).
Иногда, прежде всего из эстетических соображений, использовался улучшенный вариант системы с контактными рельсами. В такой системе два контактных рельса (обычные рельсы уже не использовались как часть электрической сети) располагались в специальном жёлобе между ходовыми рельсами, что исключало опасность поражения электрическим током для пешеходов. В США контактные рельсы располагались на глубине 45 см от уровня улицы и в 30 см друг от друга. Системы с углублёнными контактными рельсами существовали в Вашингтоне, Лондоне, Нью-Йорке (только на Манхэттене), Бордо и Париже. Однако из-за дороговизны прокладки контактных рельсов во всех городах, за исключением Вашингтона и Парижа, применялись гибридная система токосъёма — в центре города использовался третий рельс, а за его пределами — контактная сеть.
Хотя классические системы с питанием от контактного рельса (пары контактных рельсов) нигде не сохранились, к подобным системам и сейчас проявляют интерес. Так, при строительстве трамвая в Бордо (открыт в 2003 году) был создан современный, безопасный вариант системы. В историческом центре города трамвай получает электроэнергию от расположенного на уровне ходовых рельсов. Третий рельс разделён на восьмиметровые секции, изолированные друг от друга. Благодаря электронике под напряжением находится только та секция третьего рельса, над которой в данный момент проезжает трамвай. Однако в ходе эксплуатации у этой системы выявилось много недостатков, прежде всего связанных с действием дождевой воды. В связи с этими проблемами на одном из участков длиной в километр третий рельс заменили контактной сетью (общая протяжённость трамвайной сети Бордо — 44 км, из них 14 км с третьим рельсом). К тому же, система оказалась весьма дорогостоящей. Строительство километра трамвайной линии с третьим рельсом стоит примерно в три раза дороже километра с обычной воздушной контактной линией. Впоследствии система была доработана и в настоящее время контактный рельс используется в новых трамвайных системах в Реймсе и Орлеане, а в Дубае и Бразилиа строятся трамвайные линии, которые будут использовать нижний токосъём на всём протяжении.

## Конструкция трамвайного вагона
Трамвай представляет собой самоходный вагон типа железнодорожного, приспособленный для городских условий (например, крутых поворотов, малого габарита и т. д.). Трамвай может следовать как по выделенной полосе движения, так и по путям, уложенным на улицах. Поэтому трамваи оборудуются сигналами поворота, тормозными огнями и другими средствами сигнализации, характерными для автомобильного транспорта.
Вагон трамвая оборудуется системой отопления и кондиционирования воздуха. Система отопления — электрическая, как и в троллейбусах, и представляет собой расположенные в салоне под пассажирскими сиденьями тепловентиляторы (электрические отопители), предусмотрено автоматическое поддержание температуры воздуха в салоне. Также современные трамваи оснащаются системой кондиционирования воздуха с приточно-вытяжной вентиляцией.

### Кузов
Кузов современных трамвайных вагонов представляет собой, как правило, цельнометаллическую конструкцию, и состоит из рамы, каркаса, крыши, внешней и внутренней обшивок, пола, дверей. В плане кузов обычно имеет суженную к концам форму, что обеспечивает свободное прохождение вагоном кривых. Элементы кузова соединяются между собой путём сварки, клёпки, а также винтовым и клеевым способом:16.
В трамваях ранних конструкций широко использовалась древесина, как в элементах каркаса, так и в элементах отделки. В последнее время в отделке широко используется пластик.

### Тележки
Большинство трамвайных вагонов начиная с 1930-х годов имеет двухосные поворотные тележки, применение которых обусловлено необходимостью плавного вписывания вагона в кривые и обеспечения спокойного хода на прямых участках при значительных скоростях движения. Поворот тележек осуществляется с помощью пятника, установленного на шкворневых балках кузова и тележки. По конструкции несущей части тележки подразделяются на рамные и мостовые. Расстояние между осями колёсных пар в тележке — база тележки — обычно составляет 1900—1940 мм:39.
Колёсные пары воспринимают и передают нагрузку от веса вагона и пассажиров, при движении осуществляют контакт с рельсами, направляют движение вагона. Каждая колёсная пара состоит из оси и напрессованных на неё двух колёс. По конструкции колёсного центра различают колёсные пары с жёсткими и подрезиненными колёсами. Пассажирские вагоны с целью уменьшения шума при движении оборудуются колёсными парами с подрезиненными колёсами:44.
Своим узнаваемым внешним видом трамвайная тележка обязана рельсовому тормозу — висящей между колёс над самым рельсом стальной балке.

### Электрооборудование

#### Тяговый электродвигатель
Двигатели трамвая — в старых моделях (до середины 2000-х годов) — тяговые двигатели постоянного тока со смешанным возбуждением, в современных трамваях — асинхронные, а в самых первых электрических трамваях применялись низкооборотистые двигатели постоянного тока с последовательным возбуждением. В последнее время появились мощные регулируемые инверторы на IGBT-транзисторах, позволяющие преобразовывать постоянный ток в контактной сети трамвая в переменный, регулируя напряжение и частоту, что позволяет использовать трехфазные асинхронные двигатели. От двигателей постоянного тока они выгодно отличаются тем, что практически не требуют технического ухода и ремонта (асинхронные двигатели переменного тока не имеют быстроизнашивающегося коллекторно-щёточного узла), обладают более высокими КПД и удельной мощностью — асинхронный двигатель получается компактнее и легче чем ДПТ со смешанным возбуждением при той же мощности. Двигатель трамвая — самовентилируемый, вентилятор располагается внутри корпуса двигателя прямо на роторе.
Для передачи вращающего момента от тягового электродвигателя к оси колёсной пары на трамвайных вагонах используется карданно-редукторная передача (механический редуктор и карданный вал):51.

#### Система управления двигателем
Устройство регулирования тока через ТЭД называется системой управления. Системы управления (СУ) подразделяются на следующие виды:
- В простейшем случае регулировка тока через двигатель осуществляется с помощью мощных сопротивлений, которые подключают последовательно с двигателем дискретно — это система реостатного регулирования. Недостаток — система снижает КПД на более низких мощностях, система требует достаточно мощного охлаждения — ящики с реостатами находятся на крыше вагона. Такая система управления бывает трёх типов:
  - Непосредственная система управления (НСУ) — исторически первый вид СУ на трамваях. Водитель посредством рычага, соединённого с контактами, непосредственно коммутирует сопротивление в электрических цепях ротора и обмоток ТД.
  - Косвенная неавтоматическая реостатно-контакторная система управления — в этой системе водитель с помощью педали или рычага контроллера осуществлял коммутацию низковольтных электрических сигналов, которыми управлялись высоковольтные контакторы.
  - Косвенная автоматическая РКСУ — в ней замыканием и размыканием контакторов управляет специальный серводвигатель. Динамика разгона и торможения определяется заранее заданной временной последовательностью в конструкции РКСУ. Узел коммутации силовой цепи в сборе с устройством-посредником иначе называется контроллером.
- Тиристорно-импульсная система управления (ТИСУ) — СУ на базе сильноточных тиристоров, в которой необходимый по величине ток создаётся не коммутацией сопротивлений в цепи двигателя, а посредством формирования временной последовательности токовых импульсов заданной частоты и скважности (широтно-импульсная модуляция). Изменяя эти параметры, можно изменять средний протекающий через ТЭД ток, а следовательно и управлять его вращающим моментом. Преимуществом перед РКСУ является существенно больший коэффициент полезного действия, так как в ней сведены к минимуму тепловые потери в пусковых сопротивлениях силовой цепи, но торможение эта СУ обеспечивает, как правило, только электродинамическое. К тому же, ТИСУ схемотехнически достаточно сложная.
- Электронная система управления (транзисторная СУ) асинхронным ТЭД. Фактически представляет собой регулируемый трехфазный инвертор, управление скоростью вращения двигателя осуществляется за счёт изменения частоты переменного тока. Одно из самых экономичных по расходу электроэнергии и современных решений, но достаточно дорогостоящее и в ряде случаев довольно капризное (напр., неустойчиво к внешним воздействиям). Активное применение в таких системах управляющих программируемых микроконтроллеров создаёт опасность воздействия программных ошибок на функционирование всей системы в целом. Двигатель (асинхронный) с такой системой управления компактнее и легче при той же мощности, данная система обладает более высоким КПД чем система с ДПТ и ТИСУ. Самая распространённая на данный момент система управления ТЭД на современных трамваях, производимых с середины 2000-х годов. Именно применение компактных и мощных асинхронных ТЭД с такими системами управления позволило создать полностью низкопольные трамваи, такие как «Богатырь-М» и «Витязь-М», наиболее удобные для использования пассажирами, в том пользователями инвалидных колясок и костылей.

### Пневмооборудование
На трамвайных вагонах обычно устанавливаются компрессоры поршневого типа:105. От сжатого воздуха могут приводиться в действие приводы дверей, тормоза и некоторые другие вспомогательные механизмы. Так как трамвайный вагон всегда обеспечен электроэнергией в достаточно большом количестве, возможен также отказ от пневматических приводов с заменой их на электрические. Это позволяет упростить техническое обслуживание трамвайного вагона, но при этом стоимость самого вагона возрастает. По такой схеме собраны все вагоны производства УКВЗ, начиная с КТМ-5; Татры Т3 и более современные Татры; все вагоны ПТМЗ, начиная с ЛМ-99КЭ; все вагоны производства Уралтрансмаша.

### Эволюция компоновки трамвая

#### Двухосные трамваи
Трамваи первого поколения (до 1930-х годов) обычно имели только две оси. Оси могли подвешиваться к кузову напрямую, либо через тележку, образующую дополнительную степень подвешивания. Так как кривые на трамвайных путях могут иметь достаточно малый радиус, колёсная база двухосных трамваев была невелика, что накладывало ограничение на длину кузова. Увеличение длины кузова при сохранении базы привело бы к неустойчивости вагона, а увеличение колёсной базы усложняло бы прохождение кривых, так как в этом случае колёсные пары оказываются под неоптимальным углом к рельсам. Поворот же осей в горизонтальной плоскости тоже применялся очень ограниченно (например, поворотные оси использовались на прицепных вагонах типа М, но не на моторных типа Х), так как мог бы привести к сходу с рельсов при перекосе колёсной пары. Так как применение непосредственного управления тяговым двигателем не позволяло соединять несколько вагонов в систему многих единиц, основным способом повышения вместимости было подсоединение к моторному вагону несколько прицепных, не имеющих моторов и постов управления.
У самых первых трамваев (рубеж XIX—XX веков) были открытые площадки спереди и сзади, иногда называемые «балконами». Такая компоновка была унаследована у вагона конки и представляла собой пример инерции мышления — если передняя площадка конки должна была быть открытой (чтобы кучер мог управлять лошадьми), то открытые площадки на трамвае были анахронизмом. Большинство двухосных трамваев этого периода имело деревянный кузов (хотя рама трамвая, естественно, была металлической), и всё же к двадцатым годам всё чаще стали использовать металл. Эпоха двухосных трамваев в основном закончилась после Второй мировой войны, хотя в некоторых городах мира такие трамваи можно увидеть и поныне (например, в Лиссабоне).

#### Трамваи с двухосными тележками и сочленённые трамваи
По мере роста пассажиропотоков в 1920—1930-х годах, двухосные трамваи перестали удовлетворять требованиям по вместимости. Применение прицепных вагонов было сопряжено с определёнными недостатками: в каждом вагоне должен быть кондуктор, из-за малого количества обмоторенных осей такие поезда имели плохую динамику разгона. Установка вагона на пару поворотных двухосных тележек позволяло увеличить его длину с сохранением возможности прохождения кривых малого радиуса. Реже применялись более сложные конструкции ходовой части с поворотными осями, например — трёхосные вагоны типа P в Вене, в которых крайние оси поворачивались за счёт горизонтального перемещения средней. С конца 1920-х годов трамваи стали строить преимущественно цельнометаллическими, а после Второй мировой войны производство деревянных трамваев было прекращено вовсе.
Дальнейшее увеличение вместимости шло двумя путями. Во-первых, косвенная система управления, широко распространившаяся с появлением трамваев PCC, позволяла соединять несколько вагонов в систему многих единиц. Другой подход состоял в постройке сочленённых трамваев. Преимущество сочленённого трамвая в наличии сквозного прохода, что позволяет обслуживать вагон одному кондуктору, а пассажирам свободно переходить между секциями. Ранние сочленённые трамваи имели жёсткий кожух в месте сочленения, в дальнейшем стали применять мягкие кожухи («гармошки»). Узлы сочленения могут быть как с тележкой под узлом сочленения, так и висячими.
Самые длинные в мире 9-секционные 56-метровые сочленённые трамваи Urbos 3/9 производства испанской компании CAF эксплуатируются в Будапеште с 2016 года.

#### Двухэтажные трамваи
Двухэтажные трамваи некогда имели значительно большее распространение в мире, но, вытесненные многовагонными и сочленёнными трамвайными поездами, ныне распространены мало (Блэкпул, Гонконг, Александрия) и используются не столько ради повышенной провозной способности, сколько как дань традиции.

#### Низкопольные трамваи
С конца XX века многие производители трамваев строят модели с низким уровнем пола, позволяющие избавиться от ступенек на входе. В качестве основного аргумента за низкий пол декларируется доступность для пассажиров на инвалидных колясках, низкопольная компоновка облегчает посадку для пожилых людей, пассажиров, перевозящих крупногабаритный груз (например, детские коляски), а также в целом ускоряет посадку и высадку пассажиров.
В отличие от автобусов, трамваю не требуется много места для размещения двигателя и трансмиссии, а значительную часть электрооборудования можно перенести на крышу. Однако большую проблему составляют тележки — трамваю, как и любому рельсовому транспорту, необходимо точно соблюдать ширину колеи, и отклонение в несколько сантиметров приводит к сходу с рельсов. Направляются в поворотах тележки за счёт контакта колёсных реборд с рельсом. Эти обстоятельства не позволяют сделать полностью независимую подвеску каждого колеса, и требуют использовать тележки и колёсные пары, либо другое решение, обеспечивающее схожую подвижность.
Проще всего изготовить трамваи с частично низким полом и традиционной поворотной тележкой — у одного или нескольких дверных порталов пол опускается насколько возможно, а над тележками пол повышается. Такая компоновка предполагает наличие ступенек в салоне, кроме того, некоторые двери приходится выводить в высокопольную часть салона, отчего теряется преимущество в скорости посадки и высадки. Простейший вариант — низкопольная задняя площадка, как в поздних ЛМ-99, или низкая средняя площадка, как в 71-407 и 71-623. Возможен вариант модернизации высокопольных трамваев, в которых между двумя «обычными» секциями встраивается навесная низкопольная.
Часто используются низкопольные варианты тележки Якобса — тележки, расположенной в узле сочленения. К примеру, в двустороннем трамвае Škoda 15T используются такие тележки, при этом традиционные полноповоротные тележки, требующие большой высоты пола установлены под кабинами, в результате чего пассажирский салон при двусторонней компоновке имеет низкий пол по всей длине (при односторонней — имеется небольшая высокопольная площадка в задней части).
Другой способ обеспечить полностью низкий пол — отказ от поворотных тележек. Такие трамваи — также исключительно сочленённые, как правило имеющие не менее 3-х (обычно 5) секций, часть из которых — короткие опорные, между которыми располагаются навесные. Пример такого трамвая — 71-409. Такая конструкция оказывается довольно чувствительна к состоянию ходовых путей, требует снижения скорости в поворотах, плохо проходит повороты малого радиуса и оказывает значительное разрушающее действие на путь. Для уменьшения этих эффектов трамваи с неповоротными тележками делят на большое количество секций, комбинируя короткие опорные (с тележкой) и более длинные навесные секции.
В трамваях под широкую колею возможно использование тележек с традиционными колёсными парами и ограниченным углом поворота — как, например, в 71-911. В этом случае многие узлы (буксы, элементы подвески) выносятся на наружную сторону тележки, а те, которые не удаётся вынести — делаются максимально плоскими. В том же 71-911 удалось сохранить колёсные пары с осями.
Оригинальную конструкцию имеет трамвай ULF — в нём полностью отказались от тележек, взамен этого используют достаточно сложную конструкцию ходовой части, в которой используется индивидуальная подвеска и привод для каждого колеса. Такая конструкция позволила создать трамвай с самым низким полом в мире. Однако такая конструкция оказалась очень дорогой и сложной в обслуживании. Кроме того, приводы занимают достаточно много места в салоне, из-за чего проходы между секциями оказываются довольно узкими.
- Tatra K3R-N с низкопольной секцией в Брно
- ULF в Вене
- Пятисекционный Siemens Combino с навесными секциями в Амстердаме
- Škoda 15T в Праге. Видна поворотная тележка
- 71-911 «City Star» на испытаниях в Москве

## Управление трамваем
Управление трамваем сравнительно несложно. Так как трамвай двигается по рельсам, ему не требуется рулевое управление. Однако трамвай требует управления тягой и торможением, переключения хода вперёд и назад.

Водителя трамвая также называют вагоновожатым.

## Движение трамваев

### Трамвай и правила движения
При следовании по городским улицам трамвай является участником уличного движения и подчиняется требованиям Правил дорожного движения. Согласно «Конвенции о дорожном движении» 1968 года (с более поздними поправками), участником которой является и Россия, трамвай во многих ситуациях имеет приоритет перед безрельсовыми транспортными средствами. Для трамваев (и, возможно, иного общественного транспорта) могут предусматриваться специальные светофоры, работающие согласованно со светофорами для остального транспорта и пешеходов. В отсутствие таких светофоров на трамваи распространяется действие обычных светофоров.
Самостоятельное или обособленное полотно трамвая приравнивается Конвенцией к железной дороге. На движущийся по такому полотну трамвай обычно не распространяются дорожные знаки и сигналы светофоров, кроме установленных специально для трамвая. Пересечения с таким трамвайным полотном нередко оборудуются специальными светофорами, подобными устанавливаемым на железнодорожных переездах, и даже шлагбаумами, перекрывающими движение безрельсового транспорта и/или пешеходов при приближении и прохождении трамвая.
Иногда на трамвае устанавливаются автоматические системы разграничения поездов и управления скоростью по типу метрополитена или железной дороги, как правило, в тоннелях или в других местах, где прямая видимость недостаточна для поддержания безопасной дистанции на требуемой скорости.
Трамваи в современных системах «трамвай-поезд» оборудуются железнодорожными системами сигнализации и автостопами в обязательном порядке и при движении по железной дороге подчиняются железнодорожным правилам и системам управления движением.

### График и расписания
Движение трамваев регламентируется графиком. Основные исходные данные для составления графика — время оборота поезда по маршруту и количество поездов на маршруте. В условиях прикрепления вожатых (и кондукторов) к поездам необходимо также учитывать предельно допустимую длительность рабочего дня и сроки обедов. Для однопутных линий учитывается расположение по линии разъездов и подбирается время их прохождения встречными поездами.
Распределение наличного вагонного парка по маршрутам зависит от пассажиропотоков.
На основе общего графика составляются расписания для каждого отдельного поезда (поездное расписание) и иногда для каждой отдельной остановки (столбовое расписание). В поездных графиках обычно указывают не все остановки, а несколько ключевых пунктов маршрута. Столбовые расписания для трамвая в России встречаются редко, обычно на остановочных табличках указывается только средний интервал движения. За границей и в некоторых городах России на остановках используются разные системы предсказания времени ожидания: в Барселоне и Екатеринбурге с помощью СМС, в Париже — на жидкокристаллических табло. В Туле, Новосибирске, Омске и Хабаровске можно узнать поминутное расписание на интернет-сайте, а также отследить реальное перемещение подвижного состава, благодаря установленному в вагонах оборудованию ГЛОНАСС.
Время оборота поезда по маршруту зависит от протяжённости маршрута, частоты расположения остановок, количества пересечений с потоками транспорта и пешеходов (в том числе и оборудованных светофорами), ограничений скорости на линии, состояния пути и подвижного состава, затруднённости движения на улицах и других факторов; определяют его опытным путём. Во время оборота включается время (несколько минут) для отдыха вожатого.
В России распространена практика «тянутых» графиков, то есть, графиков, составленных с пессимистическими оценками времени движения в предположении возможных заторов. В результате трамваи движутся очень медленно даже тогда, когда заторов нет. 

В последнее время популярен метод составления графиков, называемый тактовым графиком. Тактовым называют график, в котором интервал является точным делителем часа (обычно 10, 15, 20 или 30 минут, иногда 1 час). Расписание прохождения трамвая по любой остановке в таком случае повторяется каждый час и легко запоминается, что повышает привлекательность трамвая для постоянных пассажиров даже при редком движении.
Вожатые трамвая несут ответственность за исполнение расписания. Согласно российским правилам технической эксплуатации (ПТЭ) трамвая, регулярным считается такое движение, которое выполняется в соответствии с расписанием или отклонением от него:
- +2 мин (опоздание) или −1 мин (нагон) на маршрутах, где интервал между вагонами (поездами) более 3 минут;
- ±1 мин — на маршрутах с интервалом менее 3 минут.

Отслеживают исполнение графика и регулярность движения диспетчеры. В случаях вынужденного прекращения движения на каком-либо участке или сбоев в движении диспетчеры оперативно корректируют график, перераспределяют подвижной состав, обеспечивают выпуск на линию резервных трамваев или подменяющих их автобусов.
Расчётная скорость трамвая в России обычно находится в пределах от 45 до 70 км/ч. Трамвайные системы с эксплуатационной скоростью от 75 км/ч до 120 км/ч и выше в строительных нормах и правилах названы «скоростными».

## Способы оплаты проезда в трамвае
Существует два основных способа оплаты проезда на трамвае — при помощи одноразовых билетов (талонов) и проездных билетов, дающих право на проезд на трамвае в течение определённого периода (например, месяца). Промежуточное положение занимают билеты на определённое количество поездок.
Первоначально билеты продавал в трамвае кондуктор, который одновременно осуществлял и функцию контролёра и, нередко, объявлял остановки. Позднее во многих городах от кондукторов отказались (в целях экономии). В 70—80-е годы XX века в СССР пассажиры покупали билеты непосредственно в трамвае, опуская в специальную кассу монеты, соответствующие стоимости проезда (3 копейки) и самостоятельно отрывая билеты от рулона, находящегося в той же кассе. В ряде городов кассы были автоматическими.
Позднее билеты стал продавать сам водитель. Чтобы на этот процесс не уходило слишком много времени, получили большее распространение проездные, а также предварительная продажа одноразовых билетов (в газетных киосках и/или автоматах). При этом функция контроля частично была возложена на самих пассажиров — заходя в трамвай, они должны были пробивать билет в так называемом компостере — механическом устройстве, которое пробивало в билете несколько отверстий.
В 1990-х годах из-за низкой собираемости проездной платы во многих городах России было решено вернуться к кондукторам. В начале 2000-х годов (в первую очередь — в Москве) в наземном транспорте, в том числе и в трамвае, стала внедряться автоматизированная система контроля проезда.
В XXI веке во многих странах, где городской пассажирский транспорт в каждом городе действует как единая городская пассажирская транспортная система, плата за проезд в общественном транспорте вне зависимости от вида транспорта, в том числе включая трамвай, взимается в краткосрочной перспективе из расчёта времени пользования, от которого зависит изначальная цена билета. Действие билета активируется распечаткой на нём даты и точного времени при помощи аппаратов, установленных у входа в зону метро, внутри трамваев, автобусов и троллейбусов. Пассажир волен пользоваться неограниченным количеством единиц и видов городского транспорта в течение срока действия билета.

## Трамваи в разных частях света

### Австралия
Самая большая в мире трамвайная сеть и по длине путей и по пассажиропотоку расположена в Мельбурне. Общая длина всех её путей — 250 км, число маршрутов — 28, число остановок — 1773; за год 487 трамваев перевозят более 180 млн пассажиров.
Линии скоростного трамвая есть в Аделаиде, Сиднее и на Голд-Косте. Линия экскурсионного трамвая с регулярным движением есть в Бендиго.

### Азия
За исключением Японии, трамваи мало распространены в Азии. Трамвайные системы действуют в следующих азиатских странах:
- Казахстан: Трамвай есть в Павлодаре, Темиртау, Усть-Каменогорске, запланирован в Астане.
- Китай: Далянь, Чанчунь и Гонконг. Трамвайная система Гонконга является единственной в мире трамвайной системой, использующей исключительно двухэтажные трамваи. Начато строительство современных трамвайных линий в Нанкине.
- Индия: В Индии трамвайная система сохранилась только в Калькутте.
- Северная Корея: Трамвай есть в Пхеньяне и Чхонджине.
- ОАЭ: современная трамвайная система действует в Дубае.
- Турция: современные трамвайные системы построены за последние 15 лет в городах Анкара, Анталья, Газиантеп, Кайсери, Стамбул, Самсун, Эскишехир, Бурсе, Конья.
- Япония: Саппоро, Хакодате, Токио, Камакура, Тоёхаси, Тояма, Киото, Осака, Окаяма, Хиросима, Мацуяма, Коти, Нагасаки, Кумамото, Кагосима, Уцуномия.

### Африка
В Африке трамвай получил наименьшее распространение. Здесь существовало всего девятнадцать сетей электрического трамвая (из примерно трёх тысяч, когда-либо существовавших в мире). По состоянию на 2013 год трамвай действует в следующих африканских странах: Тунисе (город Тунис), Египте (Каир, Александрия и Хелуан), Алжире (Алжир (2011), Оране и Константине (2013) и Марокко (Рабат (2011) и Касабланка (2012).
Ранее трамвайные системы существовали в ЮАР (всего девять городов, в последнем из них трамвай был закрыт в 1964 году), Судане (междугородная линия Хартум — Омдурман, 1928—1962) и Мозамбике (Лоренсу-Маркиш, нынешний Мапуту, 1904—1936).

### Европа
- Россия: Список городских трамвайных систем России
- Украина: Список городских трамвайных систем Украины

## Производители трамваев
В начале XXI века трамваестроительная промышленность сконцентрирована в двух регионах мира — Европе и Японии.
Среди крупнейших мировых производителей трамваев — германский концерн Siemens, канадская компания Bombardier, французский концерн Alstom.
В Японии трамваи выпускаются фирмой Kinki Sharyo.
В Европе наиболее активны три следующих производителя:
- Siemens выпускает трамваи Combino, Avanto, ULF.
- Bombardier Transportation (транспортное подразделение фирмы Bombardier) выпускает трамваи семейства Flexity: Swift, Outlook, Classic.
- Alstom выпускает трамваи семейства Citadis.

Также в Европе активны и другие производители трамваев: PESA (Польша) — трамваи 120N, 121N, 122N, AnsaldoBreda (Италия) выпускает трамваи Sirio, Skoda (Чехия) — трамваи 03 T, 05 T, 06 T, 10 T, 13 T, 14 T, 16 T, Solaris Bus & Coach (Польша) — трамваи Tramino, Stadler Rail (Швейцария) — трамваи Variobahn, или INEKON GROUP (Прага) — трамваи TRIO, поразительно популярные в городах Соединённых Штатов Америки.

### Россия и страны бывшего СССР
Первые открывавшиеся в Российской империи трамвайные линии комплектовались вагонами заграничного — в основном немецкого и бельгийского — производства. До Первой мировой войны производство трамваев было освоено в нескольких городах империи: в Сормове, Коломне, Мытищах, Николаеве, Риге, Санкт-Петербурге. В годы Первой мировой войны, Октябрьской социалистической революции и Гражданской войны производство трамваев было прекращено. По мере восстановления хозяйства от разрухи городам СССР вновь требовались трамваи, и их производство было возобновлено на заводах в Сормове, Харькове, Мытищах, Киеве. В 1930-е годы началось производство трамваев в Усть-Катаве и Ленинграде.
В годы Великой Отечественной войны производство трамваев вновь прекратилось. После войны производство было возобновлено на заводах в Усть-Катаве (Усть-Катавский вагоностроительный завод (УКВЗ)), Ленинграде (Вагоноремонтный завод, ВАРЗ, сейчас Петербургский трамвайно-механический завод, ПТМЗ), Киеве (Киевский завод электротранспорта, КЗЭТ), вновь начато в подмосковном Тушине (Тушинский машиностроительный завод, бывший завод № 82 НКАП), откуда вскоре было передано в Ригу (Рижский вагоностроительный завод, РВЗ). Киевский и ленинградский заводы в основном обеспечивали потребности своих городов, продукция остальных заводов распространялась по всем городам СССР.
В годы Советской власти наблюдалась тенденция к унификации трамвайной колеи с железнодорожной. Узкоколейные трамвайные системы 1000 мм перешивались на стандартную русскую (5-футовую) колею, 1524 мм. Первые работы по перешивке начались на рубеже 1930-х годов (в Харькове, Витебске завершена, в Днепропетровске, Орле и Одессе — прервана по причине войны) и закончились в 1970-е годы (Днепропетровск, Одесса, Николаев).
Для нужд оставшихся немногочисленных узкоколейных трамвайных хозяйств импортировались вагоны из ГДР, «Лова» и «Гота» (ввозились в небольших количествах и ширококолейные вагоны этих марок). В 1959 году в трамвайном хозяйстве СССР началась «эпоха Татр»: чехословацкие трамваи марки «Татра» пражского завода «ЧКД» импортировались в больших количествах и поныне составляют основу трамвайного парка многих городов России, других стран бывшего СССР и социалистического блока.
Сегодня в России, наряду с «Татрами», дорабатывающими срок после капитальных ремонтов, наиболее распространены трамваи Усть-Катавского вагоностроительного завода (марка КТМ). В Санкт-Петербурге подвижной состав представлен в основном вагонами постройки Петербургского трамвайно-механического завода (марки ЛМ, ЛВС). В небольшом количестве в российских городах работают трамваи производства Екатеринбургского «Уралтрансмаша» (марка «Спектр», 71-403, 71-405, 71-407). В Москве имелось несколько экземпляров трамваев из Луганска (марка ЛТ). В пяти городах до сих пор имеются трамваи производства Рижского вагоностроительного завода (марка РВЗ-6). Постепенно получают распространение белорусские трамваи, выпускаемые в Минске на предприятии «Белкоммунмаш» (марка БКМ).

#### Современные проекты
В 2006 году на Усть-Катавский вагоностроительный завод имени С. М. Кирова (УКВЗ) планировалось начать серийный выпуск частично низкопольного двухкабинного трамвайного вагона модели 71-630 (разг. КТМ-30). Согласно проекту, вагон представляет собой трёхсекционный вагон длиной 26,5 м и массой 33 тонны. Вагон рассчитан на 234 пассажира (54 сидящих и 180 стоящих). Планировалось, что основным заказчиком выступит Москва, причём трамваи этого типа предлагается использовать при создании сети скоростного трамвая. Низкопольная часть вагона будет иметь четыре двери. Вагон обладает двумя полупантографами; каждый из них управляется из своей кабины. Конструктивная скорость вагона — 65 км/ч. Вагон с осени 2006 года проходил испытания в Краснопресненском трамвайном депо Москвы, по результатам которых было принято решение не использовать трамвай на линии. В настоящее время единственный выпущенный экземпляр КТМ-30 находится в депо.
В 2011 году выпущена новая модель низкопольного трёхсекционного трамвая — 71-631 (разг. КТМ-31); предполагалось, что модель будет использоваться на линии скоростного трамвая в Киеве. В настоящее время первые образцы данной модели эксплуатируются в Санкт-Петербурге.
На Петербургском трамвайно-механическом заводе также разработаны частично низкопольные вагоны ЛВС-2005 «Дуэт» и ЛМ-2008. Вагон ЛМ-99 в модификациях 71-134АВН и 71-134АЭН с низкопольной задней площадкой используется в Санкт-Петербурге, Кемерово, Таганроге и Хабаровске.
Екатеринбургский завод «Уралтрансмаш» в феврале — апреле 2010 года испытал частично низкопольный одиночный вагон 71-407, а в октябре 2011 года построил опытный образец 100%-низкопольного двухстороннего (челночного) вагона 71-409 для проектируемой линии скоростного трамвая в район Академический города Екатеринбург.
С 2014 года Тверской вагоностроительный завод начал выпуск односекционных низкопольных трамваев моделей 71-911 «City Star» и 71-931 «Витязь». Первый вагон «City Star» проходил обкатку в Москве, 27 июня 2015 года пять этих трамваев вышли на улицы Твери, когда город праздновал 880-летие со дня основания, а в 2016 году вагоны серии 71-911 вышли на маршруты Ростова-на-Дону, с 2023 года вагоны 71-911ЕМ «Львёнок» курсируют в Курске. Трамваи «Витязь» и «Витязь-М» на начало 2018 года эксплуатируются в Санкт-Петербурге, Москве и Краснодаре (единственный трамвай).

## Музеи электротранспорта
- Музей электрического транспорта Санкт-Петербурга
- Музей пассажирского транспорта Москвы
- Музей электрического транспорта Киева
- Музей электротранспорта Нижнего Новгорода
- Музей истории трамвая и троллейбуса Екатеринбурга
- Музей истории витебского трамвая
- Центральный музей железнодорожного транспорта в г. Санкт-Петербурге
- Музей истории волгоградского электротранспорта
- Музей Курского городского электрического транспорта

## Трамвай в культуре
В произведениях искусства и других формах культуры (в литературе, песнях, устном творчестве, изобразительном искусстве, архитектуре, кинематографе) трамвай чаще, чем какой-либо иной транспорт, не только служит частью антуража, но выделяется в отдельную тему. Часто трамваю в произведениях искусства приписывается некая одушевлённость, он обладает своим собственным характером: от задушевного, доброго до зловещего, сатанинского.
- В произведениях XIX и начала XX века трамвай часто является символом прогресса, нередко бездушно вытесняющим дорогую сердцу автора лошадь.
- В произведениях середины и второй половины XX века роли меняются, трамвай часто является символом чего-то устаревшего, дорогой сердцу детали повседневной жизни, уступающей место чему-то более современному (автомобилю, автобусу), но в то же время — более бездушному.
- Трамвай часто используется как стереотипная площадка для разворачивающегося действия жанровой бытовой сценки или анекдота, или с ним связываются какие-либо переживания и размышления.
- В 1990—1995 годах выходил детский журнал «Трамвай».

### Изобразительное искусство
- Первая футуристическая выставка в Петрограде в 1915 году называлась «Трамвай В».
- В 1920-е годы по Витебску ходили трамваи, расписанные в духе супрематизма членами группы УНОВИС Цетлиным и Коганом, а в Санкт-Петербурге и сейчас существует одновагонный состав, расписанный на тему детских рисунков.
- С начала 2000-х годов МУП «Челябгортранс» регулярно предоставляет свой подвижной состав под роспись граффити.

### Кинематограф
- Трамвай «Желание» (1951) Название фильма предопределяет развитие сюжета;
- Кто подставил кролика Роджера, 1988 (замысел этого фильма основан на скандальной истории «трамвайного сговора» — «General Motors», «Standard Oil» и «Firestone Tires» образовали компанию National City Lines, которая в 1940-1950-х годах выкупила и преднамеренно разрушила трамвайную систему «Red Car» в Лос-Анджелесе).

### Мультипликация
- По мотивам стихотворений Сергея Михалкова в 1974 году был снят мультипликационный фильм «Шёл трамвай десятый номер».
- Мультипликационный фильм «Йшов трамвай дев'ятий номер». Режиссёр и художник-постановщик Степан Коваль, Украина, 2002 год.

### Устное творчество
- Содержание анекдотов, местом действия которых является трамвай, сходно с содержанием юмористических рассказов Зощенко. В обоих случаях трамвай является демократическим видом транспорта, публика в нём пёстрая, не всегда культурная, трамваи часто переполнены. Всё это служит причиной и поводом комических сценок, которые разыгрываются в трамвае.

### Песни
Существуют песни, названия и темы которых связаны с трамвайной тематикой:
- Борис Гребенщиков — «Трамвай»,
- Игорь Корнелюк — «Билет на балет»,
- группа «Любэ» — «Трамвай пятёрочка»,
- группа «Гражданская оборона» — «Трамвай»
- Янка Дягилева — «По трамвайным рельсам»
- группа «ППШ» — «Трамвай»

### В филателии
- Почтовая марка 2022 года. Городской транспорт России. Современные трамваи. Трамвай модели 71-628М
- Почтовая марка 2022 года. Городской транспорт России. Современные трамваи. Трамвай модели 71-418

## О трамваях бывшего СССР
- Самая протяжённая трамвайная сеть России и СНГ (до 2002 года и в мире) расположена в Санкт-Петербурге. Протяжённость линий в двухпутном исчислении составляет около 240 км[53]. Самый длинный маршрут — № 7, 23,2 км.
- Самыми длинными в России и бывшем СССР и самыми длинными в мире из числа внутригородских маршрутами были встречно-кольцевые маршруты в Казани, имевшие протяжённость 32 км, 46 остановок, время проезда 2 часа 10 минут — действовали с 1999 г., отменены в 2008 г. В настоящее время с 2020 г. самыми длинными внутригородскими трамвайными маршрутами в бывшем СССР, России и в мире вновь являются изменённые от прошлого времени казанские встречно-кольцевые маршруты № 5 и № 5а длиной 33 км. Если кольцевые маршруты не учитывать, то самым длинным маршрутом в России является маршрут № 18 в Челябинске — 26,1 км.
- Самый загруженный трамвайный маршрут в России № 60 находится в Санкт-Петербурге. Интервал на маршруте составляет 2—3 минуты.[источник не указан 2032 дня]
- В Санкт-Петербурге действует полностью частный новый трамвайный маршрут в дачный пригород.
- Самый крутой уклон на трамвайной линии в России находится в Усть-Катаве, градиент 11,2 %. По этому уклону в процессе испытаний должны проехать все трамвайные вагоны, выпускаемые Усть-Катавским заводом.
- Евпаторийские вагоны Gotha T57 и Gotha B57 (1957 года выпуска) являются самыми старыми трамваями в регулярной пассажирской эксплуатации на всей территории бывшего СССР.
- Старейший линейный трамвайный вагон России работает в Ижевске — это Tatra T3SU № 2213 1968 года выпуска[54].
- Самые сложные в мире трамвайные перекрёстки на все 6 (точнее, 12) направлений находились в Санкт-Петербурге на Васильевском острове (демонтирован в начале 2000-х гг.) и в Казани на углу улиц Татарстан и Тукая (частично демонтирован в 2011 году).
- Трамвай села Молочное — был до своего закрытия (в 2014 году) самой маленькой трамвайной системой и единственным «сельским трамваем» на территории бывшего СССР (1,4 км, 2 вагона, 2 остановки).
- Крупнейшая по числу вагонов сеть на территории бывшего СССР расположена в Москве.
- Самый маленький город России, в котором есть трамвайное движение — Волчанск Свердловской области.
- Самые крупные города России и Европы, где нет трамвайных систем — Гамбург, Воронеж, Тольятти и Тюмень, а на территории бывшего СССР — Ташкент, Баку, Тбилиси и Ереван.
- Вплоть до своего закрытия в 2004 году самым северным трамваем в мире был Архангельский.
- Астраханский трамвай был открыт 24 июня 1900 года, раньше, чем в Астрахань пришла железная дорога.
- Рязанский трамвай — единственная трамвайная система в бывшем СССР, открытая в городе на 14 лет позже троллейбуса (2 января 1963 года; рязанский троллейбус открыт 12.11.1949).
- Самые новые трамвайные системы России и СНГ — Черёмушкинский (1991) и Самаркандский (2017) трамваи, Старооскольский (1981), Мозырский (1988) и Усть-Илимский (1988) скоростные трамваи.
- Сеть Житомирского трамвая на протяжении XX века постоянно сокращалась и уже более 40 лет работает в виде единственной сохранившейся линии, не имеющей маршрутного номера.
- Трамвай Ростова-на-Дону — единственный в СНГ имеет европейскую колею Стефенсона (1435 мм), а трамваи Калининграда, Пятигорска, Львова, Винницы, Евпатории, Житомира и Молочного — узкую колею (1000 мм).
- Рига и Даугавпилс — единственные города бывшего СССР, где у трамвая штанговый токоприёмник.
- Крылатое выражение «метр с кепкой» ведёт своё происхождение также из трамваев. Проезд на трамвае раньше был бесплатен для детей, однако бесплатный проезд для детей существовал не по возрасту, а по росту. Бесплатно могли ездить дети, рост которых был меньше 1 метра. Из-за возникновения споров относительно того, каких детей следует считать маленькими, было принято решение провести в вагонах при входе горизонтальные линии на высоте одного метра[55]. Дети, которые имели рост ниже данной черты, считались маленькими; если рост выше данной черты — проезд был уже платным. Не желающие платить за проезд родители заявляли кондуктору, что рост их ребёнка меньше метра, но визуально кажется бо́льшим за счёт головного убора. Отсюда и пошло выражение «метр с кепкой».